# Pietà Donà dalle Rose
La Pietà di Giovanni Bellini conservata nelle Gallerie dell'Accademia a Venezia è un dipinto olio e tempera su tavola (65x87 cm) , databile al 1502 circa. Viene convenzionalmente identificata come Pietà Donà dalle Rose per via del suo ultimo proprietario, o talvolta impropriamente Pietà Martinengo in relazione agli immediatamente precedenti possessori.  L'opera è firmata sulla roccia a sinistra della Vergine. 

## Storia
Rimane oscura l'origine e la commissione dell'opera, come spesso accade per quelle dalle dimensioni ridotte e quindi destinate alla devozione privata. Gli edifici rappresentati nel paesaggio fanno supporre una committenza vicentina, già sottolineata da Arslan (1956) a cui Dal Pozzolo (2003) ha aggiunto il suggerimento che si possa identificare nella persona del ricchissimo cardinale e vescovo di Vicenza Giovanni Battista Zen. Un po' più documentati sono i passaggi di proprietà. Infatti l'opera è forse identificabile con una del medesimo soggetto e autore nella collezione veneziana di Marcantonio Michiel già agli inizi del Cinquecento. Sicuramente era poi di proprietà dei Michiel quando nel 1832 passò per via ereditaria, assieme palazzo Michiel dalle colonne, a Leopardo Martinengo che nel 1866 commissionò un primo infelice restauro. Poi nel 1884, sempre per via ereditaria, entrò nella grande collezione dei Donà delle Rose e nel 1933 da questa venne ceduta alle Gallerie dell'Accademia.

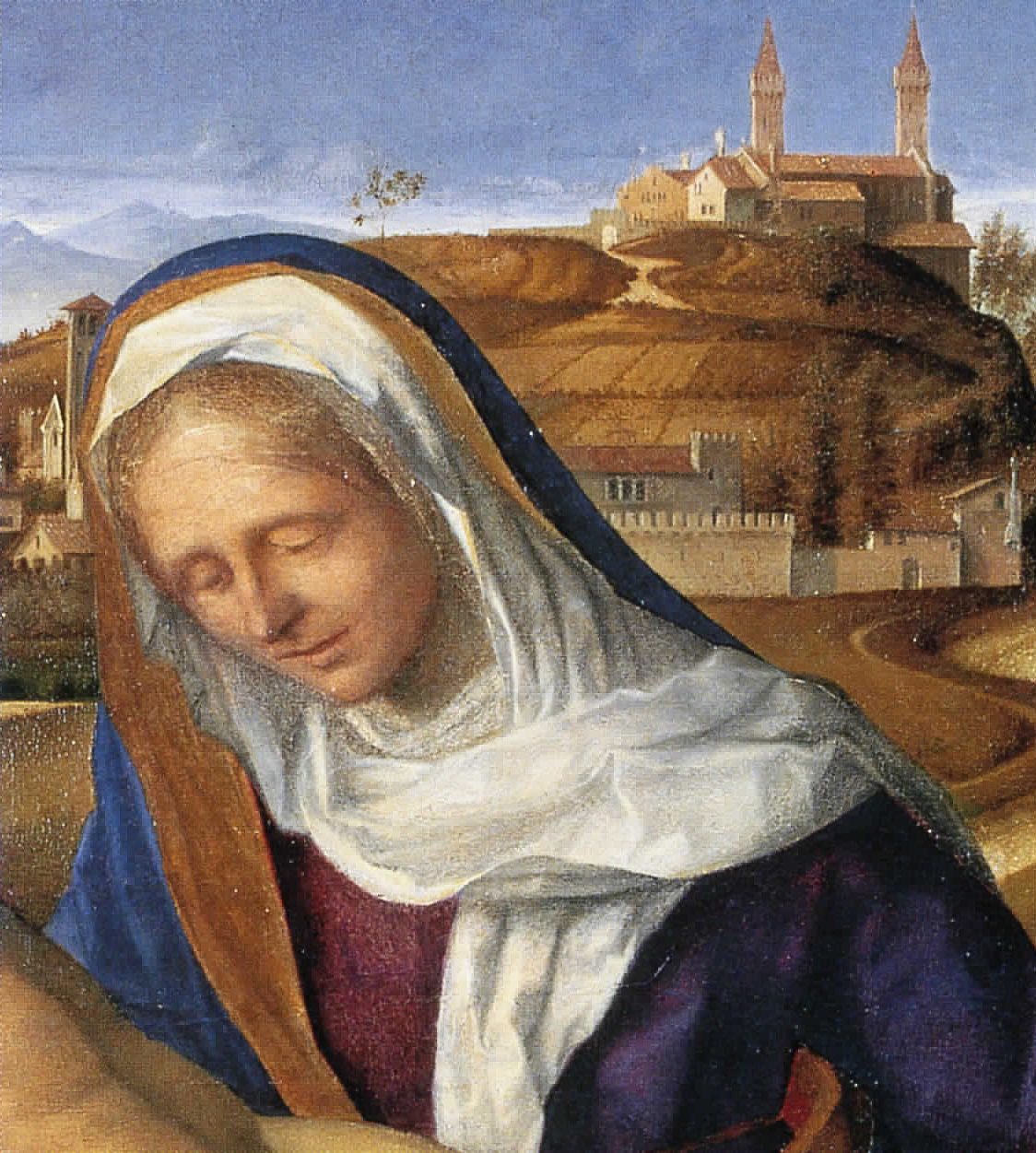
Dettaglio: il volto della Madonna

Le pessime condizioni del dipinto all'inizio del Novecento ne hanno falsato la lettura e indotto Venturi (1907) e Berenson (1916) a considerarlo opera della bottega.  Fu restituito a Giovanni da von Hadeln (1922), proponendo una data vicina al Battesimo di Cristo di Vicenza. Finalmente Gronau (1926, 1928-29, 1930), indicandone la matrice nei Vesperbild,  lo assegnò definitivamente al maestro convincendo gli ancora recalcitranti Berenson (1932) e Dussler (1935), che nelle loro successive pubblicazioni accettarono l'autografia (Berenson 1957; Dussler 1949) ma non van Marle (1935) che la assegnava al Basaiti e la precoce morte nel 1936 gli impedì di rivedere la propria opinione.
Gino Fogolari, nel 1934, al momento dell'acquisto da parte delle Gallerie dell'Accademia della collezione Donà dalle Rose rilevò le condizioni critiche del dipinto: numerosi sollevamenti della pellicola pittorica e le numerose ridipinture e puliture che offuscavano il volto della Madre. Inviata ai laboratori degli Uffizi per essere restaurata da Augusto Vermehren sotto il controllo di Carlo Gamba, venne quasi immediatamente ritirata dalle gallerie veneziane poco propense al trasporto su tela ipotizzato a Firenze. La tavola venne inviata a Brera nel febbraio 1935 per essere restaurata da Mauro Pellicciolii, convinto assertore della inopportunità dell'azione distruttiva del trasporto. Questi agiva sotto la direzione di Ettore Modigliani cui poi subentrò Antonio Morassi. A Milano il dipinto venne consolidato e leggermente risarcito di alcune carenze ma ritoccato "pittoricamente" nel volto della Madonna e in alcuni punti del fogliame.
Durante una nuova campagna di restauro nel 1996 la tavola risultava assottigliata e fissata con un telaio di rinforzo ad alcuni ponticelli che la rendevano rigidamente inerte alle variazioni di umidità, una condizione che provocava sollevamenti e distacchi del colore. Fu così deciso di rimuovere il vecchio telaio per consentire al supporto ligneo di "respirare" e rimosse le verniciature ingiallite rivelando una inaspettata brillantezza dei colori originali e rimossi i ritocchi più recenti.

## Descrizione e stile
Quest'opera fa parte della fase ultima della produzione del pittore, quando già ultrasettantenne aggiornò il proprio stile alle novità di Giorgione e Tiziano e viene di solito datata entro la metà del primo decennio del Cinquecento, vicina a opere quali il Battesimo di Cristo.
In questa Pietà, tra le ultime di un tema che attraversò la sua intera attività, Bellini abbandona l'usuale posizione eretta del busto di Cristo, collegata dl tema dell'Uomo dei dolori, e certamente si ispira ai gruppi dei Vesperbild di area germanica e piuttosto diffusi nel Veneto. Un'immedita suggestione ci rimanda alla Pietà vaticana di Michelangelo, di poco precedente e ugualmente ispirata ai Vesperbild, tuttavia il motivo del braccio cadente era già presente nel bimbo dormiente della Madonna della Milizia da Mar e d'altra parte risulta anche abbastanza tipico nelle Pietà dell'Europa nord-occidentale, per esempio nella Pietà di Avignone di Enguerrand Quarton. Ad ogni modo i diffusi Vesperbild lignei e dipinti assieme allo strazio dei volti del gruppo fittile del Mazzoni, allora presente a Sant'Antonio di Castello e anch'esso colorato, appaiono modelli più utili a rendere la scena in pittura. Ma anche la pietra su cui sono sedute le Madonne di queste pietà michelngiolesche e belliniane risultano una comune ideazione un blocco che pare riecheggiare, anche se non convenzionalmente squadrata, la pietra dell'unzione.

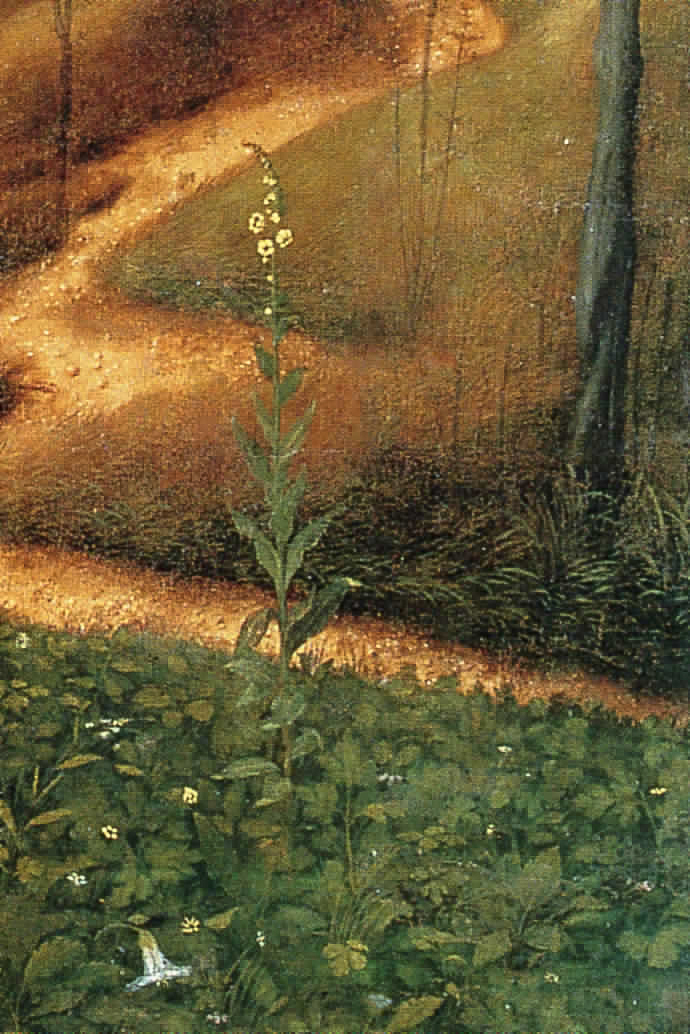
Dettaglio: il verbasco in fiore

In primo piano, con una composizione piramidale, si svolge in una intensa drammaticità il compianto di Maria sul corpo del figlio morto, che essa tiene sulle ginocchia mentre sta seduta su un piccolo rilievo roccioso, come una Madonna dell'umiltà. La Madre sta incurvata sul corpo del Figlio, il cui peso sembra piegarla di fatica e dolore e nonostante i suoi sforzi sembri sfuggirle ribaltandosi verso gli osservatori. Il volto della Madonna, segnato della vecchiaia, appare consumato e sfinito dalla sofferenza, i suoi occhi sono chiusi come se fosse in trance. È un'assoluta novità quella del volto decisamente invecchiato e segnato dalle rughe, invece dell'usuale rappresentazione di un'eternamente giovane Madonna, come appunto ripete anche Michelangelo. Una senescenza preceduta nell'arte soltanto dalla Madonna nella Pietà del Perugino, dove pero appare più attempata che propriamente invecchiata, se si esclude la Maria senza età della Pietà di Brera. 

Oltre al contorno del velo bianco e del risvolto arancio della veste attorno al volto l'usuale mantello azzurro dei Maria si apre mostrando una veste di un luttuoso violaceo che nella contorsione delle pieghe contribuisce all'espressione del disagio emotivo.

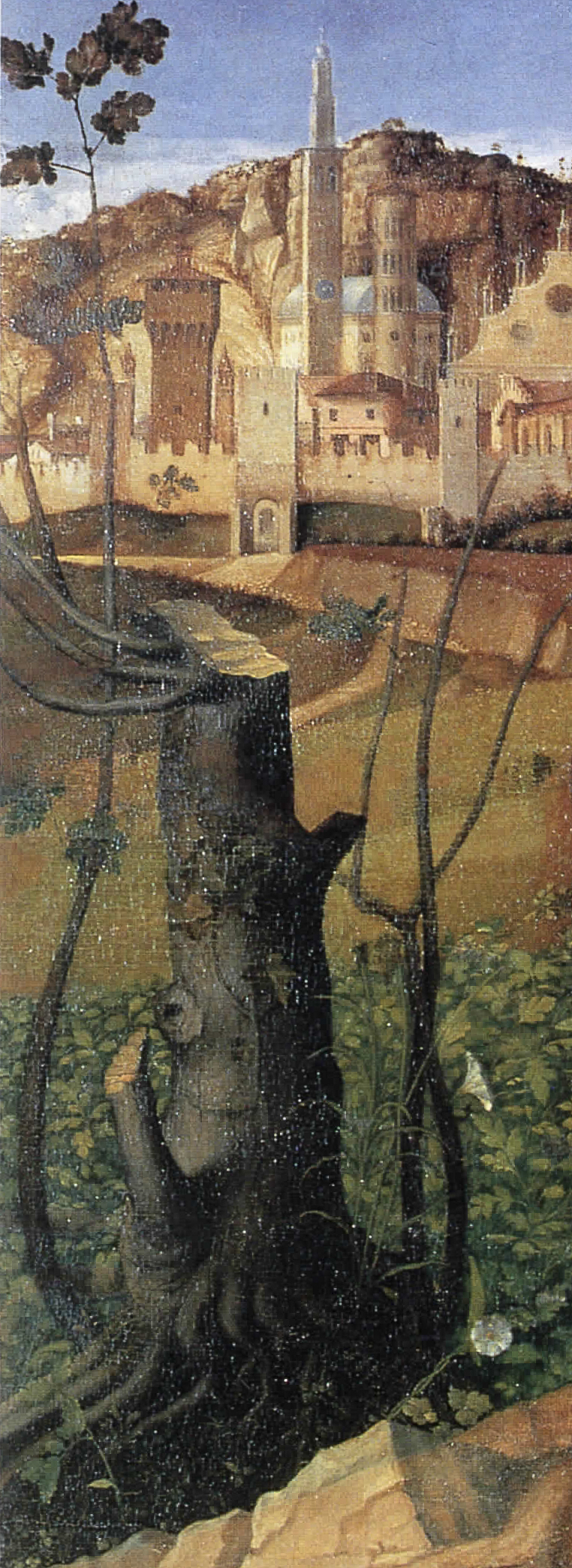
Dettaglio: il tronco di fico spezzato

Attorno ai due la natura muore: il terreno davanti a loro appare arido e sassoso poi oltre il limite del fico, dal medesimo tronco spezzato presente nella Trasfigurazione di Capodimonte, si apre un'ampia veduta, inondata di luce dorata in un presagio di resurrezione. Dapprima è un prato trattato con lenticolare precisione fitologica e simbolicamente definito dalle mura della città come in un hortus conclusus. Oltre a queste mura è identificabile, in parte, una serie di edifici vicentini prima delle trasformazioni dei secoli successivi, in parte già citati nel Crocifisso di Prato e nella Madonna Contarini. Infine, nella lontananza, i monti digradano nella prospettiva atmosferica.

Nessuno dei paesaggi di Bellini è realmente identificabile: è invece ipotizzabile che si rifacesse ai disegni da lui stesso schizzati durante le sue trasferte, ma si trattava di appunti che poi ricombinava liberamente, creando panorami immaginari che però porgevano la suggestione di essere reali, Tuttavia numerosi storici dell'arte si sono esercitati nell'individuazione di edifici reali vicentini. Oltre a quelli probabili come il duomo, la Torre Bissara, la Basilica palladiana (questa particolarmente riconoscibile dalle permanenze sotto l'ampliamento palladiano), le mura con la Porta Feliciana e il Santuario di monte Berico si sono avventurati a ipotizzare l'identificazione di alcune altre costruzioni come il campanile romanico in quello di Sant'Apollinare a Ravenna (dimenticando gli esempi di altre torri campanarie cilindriche a Tessera e Caorle, ben più vicine Venezia) e il ponte sul Natisone a Cividale. 

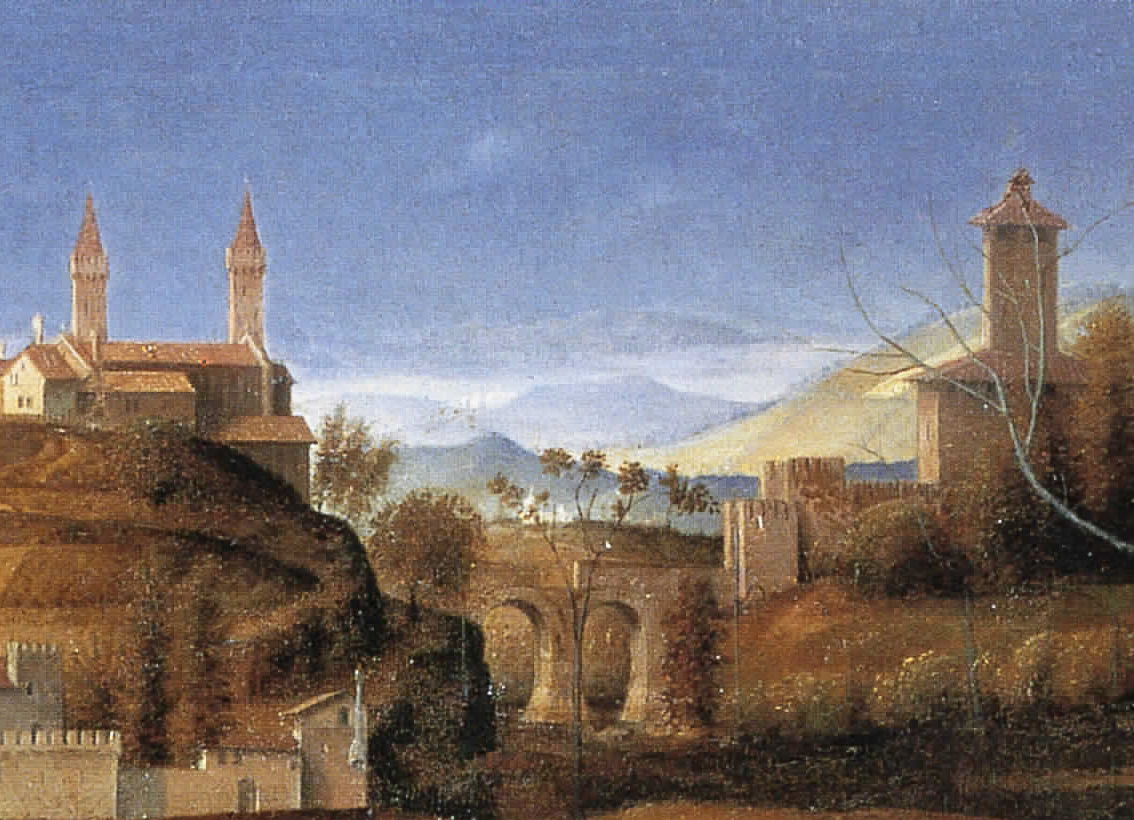
Dettaglio: il cosiddetto ponte sul Natisone tra gli ipotetici santuari

Robertson nel 1968 aveva sottolineato in questo e nei dipinti di Bellini del primo Cinquecento, l'influenza di Dürer individuandola nella resa delle pieghe dei tessuti e nella loro abbondanza,. Un'ipotesi ritenuta insostenibile indipendentemente da Tempestini, Lucco e Villa in quanto parte di una ricerca stilistica iniziata ben prima del secondo arrivo in laguna del norimberghese e piuttosto tipica nell'articolazione dei panneggi delle opere belliniane all'inizio del secolo (come appunto il Battesimo di Cristo, la Vergine in gloria e santi, e la Madonna del Prato), e inoltre questi elementi di derivazione tedesca sono semmai ravvisabili già in Giorgione.